# 巴哈马历史
巴哈马国是位于加勒比海东北部的群岛国家。

## 早期历史
在许多年前，历史学家认为在17世纪之前，没有欧洲国家在巴哈马殖民。然而，最近的研究发现多个来自西班牙、法国、英国和其他美洲的人们尝试在巴哈马进行殖民活动。1565年，有法国人在阿巴科定居。他们在1625年再次进行尝试。1648年，一群来自百慕大的人们航行至巴哈马建立一个殖民地。

## 西班牙占领时期
现今巴哈马国诸岛原为印第安人阿拉瓦克部族居住之地。1492年，克里斯托弗·哥伦布首航新大陆，最先到达的就是群岛中的华特林岛，当时哥伦布命名其为“圣萨尔瓦多”。
1513年，西班牙驻波多黎各都统德·雷昂闻说群岛中有“青春泉”，能使人返老还童，遂率领舰队来此考察，由于当地各岛多浅滩，故名之为“巴哈马”，意为“浅滩”。后西班牙将巴哈马划归古巴殖民当局管辖。
16世纪后半期，由于古巴缺乏劳动力，当地绝大部分土著居民被掳去做苦工，使得当地长期处于废弃状态。其后，英国利用这些岛屿作为海盗基地。

## 英国占领时期
1629年，英国宣布占领巴哈马，并将此地封与贵族罗伯特·希思。1648年，英国建立第一个殖民据点，并将巴哈马划归百慕大总督管理。1660年，最大城市查尔斯顿建立，后改名拿骚。
1718年，英国委任伍茲·羅傑斯为首任巴哈马总督，打击海盗活动，使巴哈马逐渐成为贸易重镇。
在美国独立战争期间，西班牙发兵占领巴哈马，后根据1783年《巴黎和约》交还英国。大批原北美殖民地南部的保王党人迁居至此，使棉花种植业一度成为巴哈马的支柱产业，从西非贩运而来的黑人奴隶成为主要劳动人口。
1787年，英国王室赎回巴哈马的地权，将其改为直辖领地。1834年，宣布放弃奴隶制。
二战期间，美国从英国租借了巴哈马的一些岛屿为军事基地。
1964年1月，巴哈马获得内部自治地位，内政由当地议会选举出的总理自行治理。1967年首次举行普选。

## 独立
1973年7月10日，巴哈马国正式宣布独立，仍留在英联邦中，奉英国君主为元首。